# 庙上乡
庙上乡，是中华人民共和国山西省运城市临猗县下辖的一个乡镇级行政单位。

## 行政区划
庙上乡下辖以下地区：
北贯村、好义村、南贯村、牌首村、山东庄村、白鹿村、北姚村、城东村、城西村、程村、东盛庄村、关仁村、吉令村、庙上村、南杜村、南姚村、渠下村、水头村、王上庄村、张庄村、新安庄村、新城堡村、薛家庄村、站东堡村和胥村。